# Loděnice (Opavai járás)
Loděnice település Csehországban, a Opavai járásban.  Lakosainak száma 386 fő (2021. március 26.).

## Népesség
A település lakosságának változását az alábbi diagram mutatja:
| Lakosok száma | 479  | 544  | 543  | 529  | 532  | 473  | 404  | 438  | 471  | 386  |
|               | 1869 | 1890 | 1900 | 1921 | 1930 | 1961 | 1970 | 1991 | 2001 | 2021 |